# Jackie (pawian)

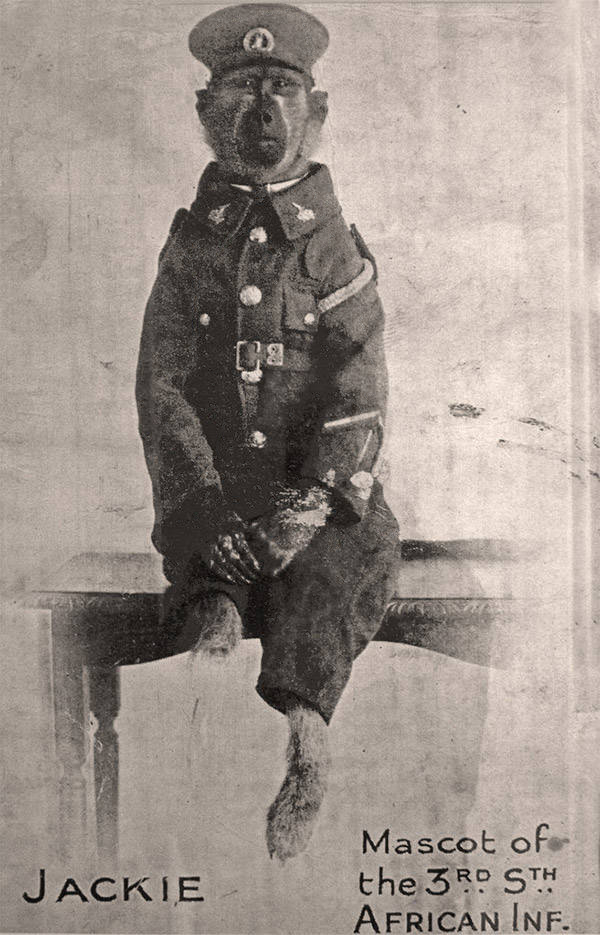
Pawian Jackie w pełnym umundurowaniu

Jackie – pawian, maskotka 3 Południowoafrykańskiego Pułku Piechoty w czasie I wojny światowej.

## Historia
Jackie został przygarnięty przez południowoafrykańskiego żołnierza Alberta Marra, który napotkał go przy swojej farmie. Pawiana przyjęto następnie na stan armii południowoafrykańskiej, gdzie uczestniczył w życiu codziennym żołnierzy i nauczył się palić papierosy.
Jackie wraz ze swoim oddziałem uczestniczył w walkach na froncie zachodnim. W czasie bitwy nad Sommą został ranny w prawą nogę, którą musiano mu amputować. Wziął również udział w kampanii bractwa sanusijja w północnym Egipcie, gdzie podczas bitwy pod Agigą, został ranny w rękę.
Po wojnie przyznano mu stopień kaprala oraz odznaczono Medalem Służby Obywatelskiej Pretorii. Ostatnie lata życia spędził w Pretorii w Południowej Afryce. Zginął podczas pożaru domu, w maju 1921 roku.